# Brass Band Midden-Brabant
Brass Band Midden-Brabant (BBMB) was een regionale brassband, die in 1975 opgericht werd door leden van de Fanfare "Sint Cecilia" Nossegem. Hun zetel was later in Deurne (Antwerpen). Gerepeteerd werd in Zaventem.

## Geschiedenis
De eerste dirigent en spiritus rector Jean-Pierre Leveugle vond dat het noodzakelijk was de brassband-beweging in België een impuls te geven. Hij verzamelde jonge amateurmuzikanten en 
muziekstudenten van verschillende Vlaamse conservatoria om zich heen en vormde daaruit de Brass Band Midden-Brabant. In loop der jaren verhoogde het muzikaal niveau van dit ensemble en diverse jonge muzikanten werden niet alleen in de regio of in heel België bekend, maar ook daarbuiten. Verschillende spelen nu in grote orkesten in binnen- en buitenland, zoals Ivan Meylemans (Koninklijk Concertgebouworkest, Amsterdam) en Ben Haemhouts (Bamberger Symfoniker, Bamberg). Verdere bekende namen zijn Benny Wiame, Manu Mellaerts, Michel Tilkin, Jan De Bondt en Jeroen Berwaerts. 
Zij verzorgen ook optredens met internationaal bekende solisten op koperblaasinstrumenten zoals Christian Lindberg (trombone), Allen Vizzutti (trompet), Michel Becquet (trombone), Steven Mead (eufonium), de gebroeders Nicholas Childs en Robert Childs (eufonium), Patrick Sheridan (tuba), Roger Webster (cornet), Philip McCann (cornet), Jacques Mauger (trombone), David King (conductor), Eric Aubier (trumpet).
Al in 1978 waren zij vertegenwoordiger van België bij de Europese Brassband Kampioenschappen in de Royal Albert Hall in Londen. In 1979 werd men kampioen bij de Belgische Brassband Kampioenschappen en in 1988 won men de 1e prijs in de midden-sectie bij de Nederlandse Open Brass Band Kampioenschappen te Utrecht. In 1994 behaalde men de 4e plaats bij de Europese Brassband Kampioenschappen in het Zwitserse Montreux en deze plaats herhaalde men in 1996 bij hetzelfde gebeuren in het Noorse Bergen. In 1998 behaalde de band een muzikaal hoogtepunt als vice-Europees kampioen in Kerkrade.
In 1997 was de band uitgekozen als Culturele ambassadeur van Vlaanderen, een hoge eer in België.

## Dirigenten
- 1975-???? Jean-Pierre Leveugle
- ????-???? Michel Leveugle
- ????-???? Jan Van der Roost
- 1992-2004 Benny Wiame